# Heidi Montag
Heidi Blair Montag (Crested Butte, Colorado; 15 de septiembre de 1986) es una actriz, cantante y diseñadora estadounidense. Montag, junto con su marido Spencer Pratt, han hecho una fortuna conjunta de 3 millones de dólares gracias a los sueldos de TV, apariciones en clubs, sesiones de fotos y negocios.

## Biografía

### Primeros años
Montag nació en Crested Butte, Colorado, en 1986, hija de Darlene Egelhoff y Bill Montag, propietarios de un restaurante en aquella ciudad, aunque cerraron tras 21 años. Su hermana Holly Montag es la mayor y también es una celebridad de la TV. Tras acabar el instituto se matriculó en la Academia de Arte de la Universidad de San Francisco.

### Laguna Beach
Su debut en televisión fue en la serie Laguna Beach, junto a su mejor amiga Lauren Conrad. Dicha serie, emitida en MTV, trataba de la vida de estas adolescentes y sus amigos en el instituto. Estaba narrada por Lauren Conrad y su segunda parte es The Hills, donde Heidi es una de las protagonistas.

### The Hills
En el verano de 2005, MTV comenzó a filmar la vida de Lauren Conrad dejando atrás a sus amigos de Laguna Beach, para ir a Los Ángeles. Es ahí donde aparece The Hills, en donde Lauren se muda con Heidi Montag a los apartamentos en Hillside.
Montag conformó parte del elenco protagonista de la serie de realidad durante sus seis temporadas, pero durante la sexta temporada abandonó definitivamente el show introduciendo una denuncia legal contra el creador del show, Adam Divello, por acoso sexual.

### Actuación
Heidi ha incursionado en clases de actuación, diciendo que esperaba que The Hills le ayudase a poner en marcha una carrera cinematográfica. Ella ha expresado su deseo por aparecer en "algunas películas", además de querer grabar "un par de álbumes con éxito". En una entrevista con la revista "Blender", Montag reveló sus intenciones de un día de ganar un premio Óscar. 
En noviembre de 2008, Montag, junto con Spencer Pratt, filmaron escenas para un episodio de la serie de CBS How I Met Your Mother. Ambos aparecen interpretándose a sí mismos. Dicho episodio salió al aire en enero de 2009.
En 2010, Heidi fue seleccionada para un papel secundario en la comedia de Adam Sandler Just Go With It, estrenada en febrero de 2011. 
Montag expresó en su momento su deseo de aparecer en las series de TV Glee y Real Housewives.

### Música
Durante 2007, se anunció que Montag estaría trabajando en un álbum musical con el productor David Foster. Durante agosto de ese mismo año, Ryan Seacrest estrenó un sencillo no oficial de Montag titulado "Body Language", con la colaboración de Spencer Pratt. Ambos, Montag y Pratt, negaron que se tratase del primer sencillo del álbum.
El 5 de febrero de 2008, el primer sencillo de Heidi, "Higher", fue lanzado a través de iTunes, y de manera simultánea el video de la canción, dirigido por Spencer Pratt. Tanto la canción como el video recibieron comentarios negativos por parte de los medios y el público. El video recibió numerosas parodias en YouTube, entre otras cosas por su bajo presupuesto. Al mes siguiente, Montag lanzó un sencillo titulado "No More", y a diferencia de "Higher", la canción recibió comentarios positivos del público. 
En junio de 2008, Montag lanzó una canción titulada "Fashion", producida por el renombrado Red One. El track tuvo una pésima recepción por parte de la crítica, pero estos a su vez halagaron la versión de la canción interpretada por Lady Gaga, quién la habría compuesto para Montag. La versión de Gaga fue incluida en la banda sonora de Loca por las compras y en un episodio de Ugly Betty.
El 18 de agosto de 2008, Montag lanzó el sencillo "Overdosin'", que contó con un video musical. La crítica del sencillo fue mixta.
Ya en abril de 2009, Heidi lanzó lo que sería el primer sencillo de su álbum debut al aire con Ryan Seacreast, la canción titulada "Look How I'm Doing". A unos días de su lanzamiento, se filtró en la web un video viral de la canción, para promocionar su venta en iTunes. El 17 del mismo mes, Montag lanzó una canción titulada "Blackout", que más tarde fue convertida en sencillo, aunque el video musical de la canción recibió comentarios negativos por su similitud con el de "Higher".
Anticipando su álbum debut, Montag editó dos EP, el primero "Wherever I Am" y el segundo "Here She Is…".
Después de la mala racha con sus sencillos, se filtró en la web un cover titulado “Trash Me”, que recibió comentarios positivos. 
El 8 de agosto de ese año, "Body Language" fue lanzada de oficialmente como sencillo en su versión final y se confirmó que Heidi la estaría presentando en vivo en el certamen Miss Universo 2009, desde las Bahamas. La performance obtuvo críticas negativas por parte de los medios de entretenimiento y se confirmó que "Body Language" era solo un sencillo promocional. 
El 22 de noviembre de 2009, fue lanzado el primer sencillo oficial del álbum debut de Montag, titulado, al igual que el disco, "Superficial". El sencillo recibió comentarios positivos del público pero falló en entrar a las listas de popularidad.
El álbum "Superficial" fue lanzado el 11 de enero de 2010, solo en tiendas digitales y se convirtió en un fracaso al vender menos de 700 copias en su primera semana.
En febrero de 2010, las pistas "Sex Ed" y "Trash Me" fueron editadas como sencillos.
Durante agosto de 2010, Heidi anunció a través de su cuenta de Twitter que su segundo álbum estaba listo para escucharse. 
El 25 de enero de 2011 se estrenó a través de PerezHilton.com una nueva canción, titulada "Heartbeat", recibiendo comentarios negativos del público. Luego, Montag informó que estaba trabajando en nuevo material musical.
El 15 de enero de 2025, se estrenó en Youtube el videoclip de la canción "I'll Do It", quince años después de su lanzamiento.

### Línea de moda
Montag debutó con su línea de moda llamada, Heidiwood, en el show de moda en el Hollywood and Highland Shopping Center en Hollywood el 11 de abril de 2008. Los diseños desde entonces han ido disminuyendo de todas las tiendas Anchor Blue y fueron relanzados en la línea de 2009. Poco después, ella promovió su línea en la ciudad de Nueva York, en el programa de MTV TRL, y en varios otros lugares.

### Prensa
En febrero de 2007, Montag apareció en un artículo de ocho páginas para la revista Stuff. También apareció en la portada de la revista Maxim en febrero de 2008. De hecho, venció a sus compañeras de televisión en la lista de 2008 de las "más sexies" según los editores de Maxim, con Montag apareciendo en el número 36, Conrad en el número 56, Patridge en el número 74, mientras que Port y Bosworth ni siquiera aparecieron en el corte. Ha aparecido en la portada de la revista Rolling Stone con el resto de las chicas de The Hills, Audrina Patridge, Lauren Conrad y Whitney Port.
Montag también ha posado dos veces para la popular revista para hombres Playboy.

## Vida personal
Durante la cuarta temporada de The Hills, Montag y Pratt se casaron en México, el 20 de noviembre de 2008. Una ceremonia nupcial tuvo lugar el 25 de abril de 2009, en Pasadena, California. Su hijo Gunner Stone nació el 1 de octubre de 2017. En junio de 2022 la pareja confirmó que esperaban su segundo hijo. El 17 de noviembre de 2022 nació su segundo hijo.

## Filmografía

### Televisión
| Televisión    | Televisión                                                                    | Televisión   | Televisión                      |
| Año           | Título                                                                        | Rol          | Episodios                       |
| ------------- | ----------------------------------------------------------------------------- | ------------ | ------------------------------- |
| 2005          | Laguna Beach: The Real Orange County                                          | Ella Misma   | 4 episodios                     |
| 2006-2009     | The Hills                                                                     | Ella misma   | Miembro del elenco principal    |
| 2007          | MTV Video Music Awards 2007                                                   | Ella misma   |                                 |
| 2008          | What Pérez Sez                                                                | Ella misma   | Episodio: "About Reality Stars" |
| 2008          | Live with Regis and Kelly                                                     | Ella misma   | 1 episodio                      |
| 2008          | The Ellen DeGeneres Show                                                      | Ella misma   | 1 episodio                      |
| 2008          | Late Show with David Letterman                                                | Ella misma   | 2 episodios                     |
| 2008          | The View                                                                      | Ella misma   | 1 episodio                      |
| 2008          | Drama in the Hills: US Weekly Presents the Top 10 Most Memorable Moments Ever | Ella misma   |                                 |
| 2008          | MTV Video Music Awards 2008                                                   | Presentadora |                                 |
| 2009          | How I Met Your Mother                                                         | Ella misma   | 1 episodio                      |
| 2009          | I'm a Celebrity...Get Me Out of Here!                                         | Ella Misma   | Varios                          |
| 2011          | Just Go With It                                                               | Kimberly     |                                 |
| 2011          | Famous Food                                                                   | Ella misma   |                                 |
| 2013          | Celebrity Big Brother                                                         | Ella misma   | 23                              |
| 2013          | Speidi: Scandals, Secrets and Surgery                                         | Ella misma   |                                 |
| 2019-presente | The Hills: Nuevos Comienzos                                                   | Ella misma   | Miembro del elenco principal    |

## Discografía
| Álbumes de estudio - 2010: Superficial - 2013: TBA EPs - Wherever I Am - Here She Is... - Dreams Come True | Sencillos - "Superficial" - "Body Language" - "Blackout" - "Trash Me" - "Sex Ed" Sencillos promocionales - Higher - No More - Fashion - Overdosin' - Look How I'm Doin' - Your Love Found Me - Body Language (Con Spencer Pratt) | Otras canciones y colaboraciones - Look How I'm Doin' (Con Machine Gun Kelly) - Dramatic (Con Britney Spears) - Touch Me - Heartbeat |